# Лаодика (майка на Селевк I)
Вижте пояснителната страница за други личности с името Лаодика.
Лаодика (на старогръцки: Λαοδίκη, Laodice) е гръцка благородничка от IV век пр. Хр., съпруга на Антиох, генерал на Филип II Македонски (упр. 359-336 г. пр. Хр.). Съпругът ѝ произлиза от Орестис в Горна Македония.
През 358 г. пр. Хр. тя ражда Селевк I Никатор, основателят на Селевкидската династия в Сирия. Тя е майка и на Дидимея. Лаодика има претенции, че нейният син е създаден по време на сън от Аполон.
Нейният син построява през III век пр. Хр. в нейна чест четири града с името Laodikeia.